# Tiszacsege
Tiszacsege est une ville et une commune du comitat de Hajdú-Bihar en Hongrie.